# Psychotria asekiensis
Psychotria asekiensis är en måreväxtart som beskrevs av Seymour Hans Sohmer. Psychotria asekiensis ingår i släktet Psychotria och familjen måreväxter. Inga underarter finns listade i Catalogue of Life.